# Los Lirios, Coahuila
Los Lirios är en ort i Mexiko.   Den ligger i kommunen Arteaga och delstaten Coahuila, i den centrala delen av landet, 700 km norr om huvudstaden Mexico City. Los Lirios ligger 2 342 meter över havet och antalet invånare är 561.
Terrängen runt Los Lirios är kuperad åt nordväst, men åt sydost är den bergig. Runt Los Lirios är det glesbefolkat, med 9 invånare per kvadratkilometer. Närmaste större samhälle är El Tunal, 5,6 km nordväst om Los Lirios. I omgivningarna runt Los Lirios växer huvudsakligen savannskog.